# Bittva
Bittva (auch Bitva) ist ein Fluss im Komitat Veszprém im westlichen Teil Ungarns. Er zählt zu den rechten Nebenflüssen des Flusses Marcal. Der Name des Flusses ist wahrscheinlich slawischen Ursprungs, seine Bedeutung ist jedoch noch nicht geklärt.
Die Quelle des Flusses befindet sich im nordwestlichen Teil des Bakonywalds, im südlichen Teil der Gemeinde Németbánya in ungefähr 380 Meter Höhe. Der Fluss verläuft zunächst in nordwestlicher Richtung durch Bakonyjákó, dann weiter in westliche Richtung entlang von Ganna, Döbrönte, Kúp und Pápasalamon. Von dort fließt er weiter in nördliche Richtung  entlang von Nyárád und mündet am nördlichen Rand der Gemeinde Mihályháza in den Fluss Marcal. Der Fluss hat eine Länge von ungefähr 45 Kilometern. 
Zu den Nebenflüssen zählen Köves-patak, Körös-patak und Kis-mosó.
Bei Untersuchungen in den Jahren 2008 und 2010 wurden 23 Fischarten im Fluss gefunden.